# Libeled Lady
Libeled Lady is een film uit 1936 onder regie van Jack Conway.

## Verhaal
De hoofdredacteur van de 'New York Evening Star', Warren Haggerty, gaat trouwen met Gladys Benton. Maar nét die dag wordt er in de krant een gemene roddel over Connie Allenburry, de dochter van miljonair James B. Allenburry, geschreven. Connie eist vijf miljoen dollar schadevergoeding, wat het einde zou kunnen zijn van de krant! Het huwelijk wordt voorlopig aan de kant gezet en Warren zoekt hulp bij Bill Chandler...

## Rolverdeling
| Acteur             | Personage                    |
| ------------------ | ---------------------------- |
| Spencer Tracy      | Warren Haggerty              |
| Jean Harlow        | Gladys Benton                |
| William Powell     | Bill Chandler                |
| Myrna Loy          | Connie Allenbury             |
| Walter Connolly    | James B. Allenbury           |
| Charley Grapewin   | Hollis Bane                  |
| Cora Witherspoon   | Mrs. Burns-Norvell           |
| Bunny Beatty       | Barbara 'Babs' Burns-Norvell |
| Charles Trowbridge | Graham                       |